# عبدال فيصل
عبدال فيصل (27 مارس 1986 بإندونيسيا - ) هو لاعب كرة قدم إندونيسي في مركز الوسط. لعب مع PSP Padang ‏ وPSAP Sigli ‏ وPSSB Bireuen ‏.

## وصلات خارجية
- عبدال فيصل على موقع قاعدة بيانات كرة القدم.إي يو (الإنجليزية)
- عبدال فيصل على موقع Soccerway.com (الإنجليزية)